# Kozacy azowscy

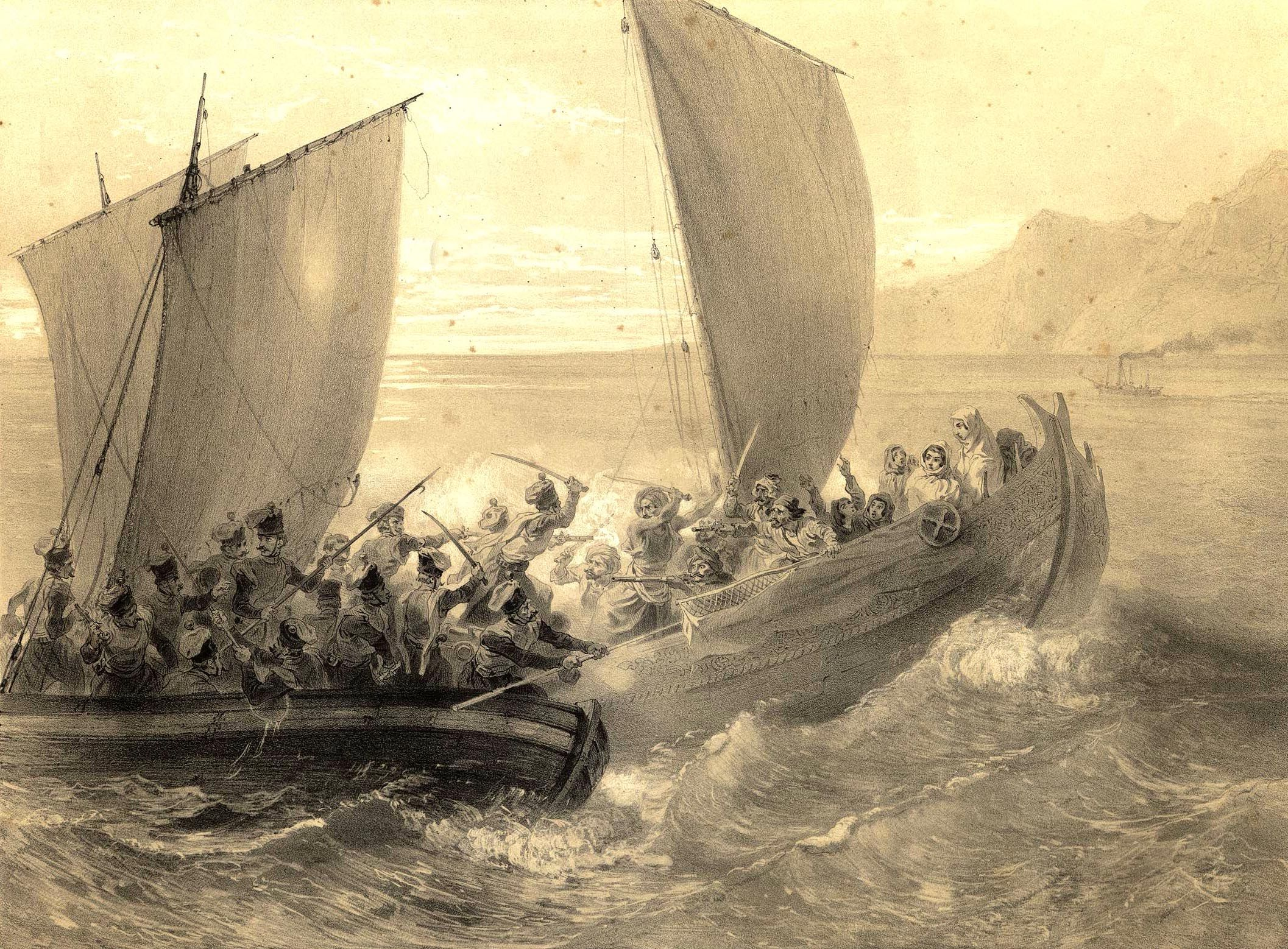
Kozacy azowscy atakujący statek turecki na Morzu Czarnym. Obraz Grigorija Gagarina z 1847 roku.

Kozacy azowscy to kozacy wchodzący w skład Kozackiego Wojska Azowskiego (ros.: Азовское Казачье Войско), zamieszkujący tereny położone nad północnymi brzegami Morza Azowskiego. Wojsko zostało utworzone z różnych grup kozackich, przede wszystkim z kozaków z Siczy Zadunajskiej. Głównym zadaniem kozaków azowskich, w przeciwieństwie do innych kozackich formacji w Imperialnej Rosji, było patrolowanie wybrzeży morskich, choć brali też udział w konfliktach zbrojnych, przede wszystkim na Kaukazie i na Krymie.

## Pochodzenie
W czasie VIII wojny rosyjsko-tureckiej (1828-1829) część kozaków z Siczy Zadunajskiej, żyjących od 1775 roku pod władzą Imperium Osmańskiego zdecydowała się na opuszczenie Turków i poparcie Rosjan. Grupa ta, pod dowództwem atamana koszowego Josypa Hładkiego, opuściła Deltę Dunaju i przyłączyła się do sił rosyjskich, zdobywając sobie tym samym względy cara Mikołaja I. Zadecydował on o włączeniu ich do Specjalnego Wojska Zaporoskiego, które odegrało znaczącą rolę w odniesieniu przez Imperium Rosyjskie zwycięstwa na muzułmańskimi Osmanami.
Po wojnie część kozaków została przydzielona do Kozackiego Wojska Dunajskiego, którego zadaniem była obrona granicy rosyjsko- tureckiej nad Dunajem. Grupa pod dowództwem Hładkiego, na polecenia Cara, wyruszyła natomiast do Kubania aby wesprzeć Kozackie Wojsko Czarnomorskie. Jednak Hładki po przybyciu na miejsce i zorientowaniu się w sytuacji sprzeciwił się jednak pomysłowi Mikołaja I co spowodowane było niechęcią do oddania władzy atamanowi kozaków czarnomorskich. Zaczął przekonywać Mikołaja I iż tak daleka podróż będzie szkodliwa dla jego niewielkiego oddziału. Car odniósł się do argumentów Hładkiego ze zrozumieniem i zezwolił jego kozakom na osiedlenie się nad Morzem Azowskim, między Berdiańskiem a Mariupolem (dzisiejszy obwód doniecki na Ukrainie).
Po przybyciu kozaków Hładkiego, liczących 2336 ludzi (z czego 637 osób to kobiety), w 1832 roku oficjalnie ogłoszono powstanie Kozackiego Wojska Azowskiego. Sam Josyp został atamanem nowo utworzonego wojska. Jego zadaniem było strzeżenie wybrzeży Morza Azowskiego. Z powodu niewielkiej liczebności przyjęto na służbę lokalnych chłopów, ochotników z Czernihowa i 217 kozaków Nekrasowa.

## Walki na Kaukazie
Wojsko Azowskie zostało niemal natychmiast włączone do walk na Kaukazie. Ich pierwszym zadaniem było wsparcie generała Jermołowa, który planował wyparcie Czerkiesów z północno-zachodnich zboczy Kaukazu, które biegną od Cieśniny Kerczeńskiej do Abchazji. Kozacy Hładkiego mieli wspomagać operacje rosyjskiej floty i wojsk lądowych. Pływając na swoich czajkach, specjalne dziesięć grup, po 20 kozaków każda, dokonywały rekonesansów i brały udział w walkach przeciwko Czerkiesom. Zajmowali się również zwalczaniem angielskich, francuskich i tureckich przemytników, którzy sprzedawali broń mieszkańcom Kaukazu. W 1835 zniszczyli kilka przemytniczych szkunerów i zajęli angielski statek "Vixen", wiozący broń Czerkiesom. Szala zwycięstwa w walkach na wschodnim wybrzeżu Morza Czarnego zaczęła przechylać się na stronę powstańców Imama Szamila, którzy w 1840 wyparli Rosjan nad samo morze. Kozacy azowscy wzięli wówczas udział w akcji ewakuacyjnej ocalałych rosyjskich oddziałów.
Porażka Imperium Rosyjskiego w walce z kaukaskimi góralami nie zmniejszyła wcale prestiżu kozaków azowskich, których zasługi w walkach i ochronie wybrzeża były znaczne. W 1845 zreorganizowano komanda, tworząc dwie grupy. Jedna z nich, licząca około 150 kozaków zajęła się patrolowaniem terenów między Anapą a fortem Nawagińsk (dzisiejsze gruzińskie Soczi). Druga, licząca około 170 kozaków, miała strzec ziem między fortami Świętego Ducha i Świętego Mikołaja (dzisiaj Suchumi). Jako że wojsko azowskie wzorowo wywiązywało się ze służby, zyskali oni szacunek i poparcie rosyjskich dowódców wojskowych. Planowano powierzyć im całe wybrzeże czarnomorskie od Mingrelii do ujścia rzeki Kubań, co jednak nie zostało zrealizowane.

## Wojna krymska
Po wydarzeniach z 1848 roku, było jasne że w najbliższym czasie dojdzie do nowego konfliktu zbrojnego między Rosją a Turcją i popierającymi ją krajami - Wielką Brytanią i Francją. Wojna ostatecznie wybuchła w 1853 roku. Kozacy azowscy naturalnie brali w niej udział. Ich pierwszym zadaniem było zniszczenie fortec na wybrzeżu kaukaskim aby te nie wpadły w ręce wroga. Po wpłynięciu floty angielskiej i francuskiej na Morze Azowskie rozkazano im uniemożliwić dotarcie do Donu. Wojsko azowskie, po generalnej mobilizacji liczyło zaledwie niecałe 2000 żołnierzy, ale mimo szczupłych sił udało im się powstrzymać Anglików i Francuzów.
Kozacy azowscy, oprócz wykonywania zadań powierzonych im przez carat, musieli także bronić własnych domów. Do tego celu Hładki utworzył trzy nieregularne oddziały lądowe i jeden morski liczący 722 kozaków, jeden batalion piechoty liczący 400 żołnierzy i jedną sotnię kawaleryjską w skład której weszło ponad stu kozaków.
Wobec szczupłości sił kozackich, w maju 1855 roku 57 okrętów francuskich i anielskich (łącznie 17 400 ludzi na pokładzie) łatwo pokonało rosyjskie garnizony w okolicach Cieśniny Kerczeńskiej i wpłynęło na Morze Azowskie. Okręty te ostrzelały najpierw Berdiańsk, następnie Mariupol i inne miasta i osady. Mimo strat kozakom udało się odeprzeć próby desantu lądowego, między innymi w pobliżu ich głównej siedziby, gdzie zniszczyli około 100 łodzi angielskich. Udało im się również zapobiec opanowaniu przez wrogów Taganrogu.
Po zakończeniu wojny w 1856, wszystkie jednostki azowskie, poza jedną, która kontynuowała patrolowanie kaukaskiego wybrzeża Morza Czarnego, zostały rozwiązane z powodu strat. Kozackie Wojsko Azowskie, za wyjątkowe męstwo i wspaniałą służbę w czasie walk z Anglikami, Turkami i Francuzami otrzymało Order Świętego Jerzego, najwyższe wówczas odznaczenie wojskowe w Rosji.

## Koniec Wojska Azowskiego
Po wojnie krymskiej Hładki, któremu w uznaniu jego zasług nadano stopień generalski, przeszedł na emeryturę i przeniósł się do Aleksandorwska (dzisiejsze Zaporoże) gdzie zmarł w 1866 roku. W ciągu 30 lat działalności kozaków azowskich ziemie położone na północnym wybrzeżu Morza Azowskiego znacznie się rozwinęły i wzbogaciły. Kozacy, liczący już wówczas około 10 000 ludzi zaczęli zajmować się rybołówstwem, uprawą roli i handlem.
Tymczasem armia rosyjska, po dekadach ciężkich walk zaczęła wypierać Czerkiesów z Zachodniego Kaukazu. Tych którzy gotowi byli złożyć broń przesiedlano do wąwozów, natomiast wrogo nastawionych górali zmuszano do emigracji do Turcji. Brakowało jednak osadników na nowo zdobytych terenach, dlatego też car Aleksander II zdecydował o przesiedleniu kozaków azowskich na te ziemie. Patrolowanie wybrzeży Morza Czarnego przejęła na siebie marynarka rosyjska, toteż Kozacy nad Morzem Azowskim stali się niepotrzebni.
W 1862 roku ponad tysiąc rodzin (około 5000 ludzi) czyli prawie połowa kozaków azowskich, została przesiedlona na tereny Kubania. Wzięli oni udział w walkach na Kaukazie, które zakończyły się dwa lata później. Ostatecznie przesiedleni znad Morza Azowskiego Kozacy zostali włączeni do Kozackiego Wojska Kubańskiego. Wybrzeża Azowskie zostały przyłączone do guberni Dniepropetrowskiej. Potomkowie przesiedlonych kozaków do dzisiaj zamieszkują tereny Kraju Krasnodarskiego i w Adygei.